# Vieille-Brioude

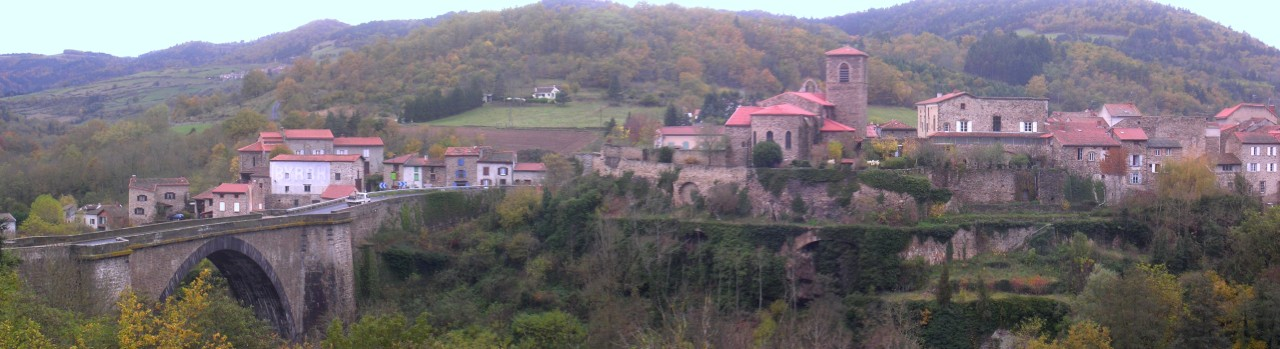
Vieille-Brioude y el valle del Allier, con el puente de Vieille-Brioude en primer plano.

 Vieille-Brioude  es una población y comuna francesa, situada en la región de Auvernia, departamento de Alto Loira, en el distrito de Brioude y cantón de Brioude-Sud.

## Demografía
| 642 | 600 | 645 | 770 | 1007 | 1099 |
| Para los censos de 1962 a 1999 la población legal corresponde a la población sin duplicidades (Fuente: INSEE [Consultar]) |     |     |     |      |      |